# Iki no Hakatoko no sho
Iki no Hakatoko no sho (伊吉博徳書, littéralement Le Document de Iki no Hakatoko), est un récit de voyage japonais historique écrit par Iki no Hakatoko. Composé à la fin du VIIe siècle, le texte est principalement connu pour avoir servi de référence dans la composition du Nihon shoki mais aussi pour être le plus ancien récit de voyage japonais. Le texte ne nous est pas parvenu.

## Contenu
Bien que le document n'existe plus, un fragment de son contenu se retrouve dans des citations. Des passages sont cités quatre fois dans le Nihon shoki, :
- le 2e mois de 654 : ??? ;
- le 7e mois de 659 : composé sur le chemin de Chang'an et à Chang'an même[1] ;
- le 7e mois de 660 : composé près de Luoyang[1] ;
- le 5e mois de 661 : rapporte essentiellement le voyage de retour[1].

Les différentes citations relatent des détails à propos des missions diplomatiques impériales japonaises en Chine et de la politique étrangère au milieu du VIIe siècle.